# Neolophonotus spiniventris
Neolophonotus spiniventris là một loài ruồi trong họ Asilidae. Neolophonotus spiniventris được Loew miêu tả năm 1858.